# Славен Муса
Славен Муса (босн. Slaven Musa, нар. 21 червня 1971, Мостар) — югославський та боснійський футболіст, що грав на позиції півзахисника. По завершенні ігрової кар'єри — тренер.

## Ігрова кар'єра
У дорослому футболі дебютував 1989 року виступами за команду «Вележ», в якій провів три сезони, взявши участь у 52 матчах чемпіонату.
1992 року перейшов у відновлений «Зріньскі», ставши його першим капітаном. Наступного року через війну у Боснії перебрався до Хорватії, де грав за місцеві клуби «Шибеник» та «Імотський».
1995 року став гравцем боснійськогоклубу «Широкі Брієг», а 1997 року повернувся до «Зріньскі», за який відіграв ще 5 сезонів. Більшість часу, проведеного у складі «Зріньскі», був основним гравцем команди. Завершив професійну кар'єру футболіста виступами за команду «Зріньскі» у 2002 році.

## Кар'єра тренера
Після кар'єри гравця Муса був помічником тренера Далібора Цвітановича, а потім ще п'яти тренерів у «Зріньскі». Згодом він очолював нижчолігову команду «Бранітель», а листопаді 2010 року став головним тренером «Зріньскі». Там він домігся найбільшого успіху в історії клубу, дійшовши до чвертьфіналу Кубка Боснії і Герцеговини в сезоні 2010/11. Він залишався головним тренером клубу близько двох років, перш ніж піти у відставку після не таких хороших результатів, як він сподівався, за шість турів до кінця сезону 2011/12.
На початку сезону 2012/13 Муса став новим тренером клубу ГОШК, який покинув вже у серпні після серії поганих результатів. Того ж року Муса став новим тренером клубу «Широкі Брієг». У своєму першому сезоні з клубом він виграв Кубок Боснії, обігравши «Железнічар» у фіналі по пенальті. Після трьох років, у квітні 2015 року Муса був звільнений, але лише через п’ять місяців після звільнення його знову призначили тренером команди. Остаточно він покинув клуб у липні 2016 року.
Надалі протягом тренерської кар'єри також очолював команди «Вітез», ГОШК та «Челік» (Зеніца), але ніде надовго не затримався.
У червні 2018 року став головним тренером команди юнацької збірної Боснії і Герцеговини U-19 і тренував збірну три роки.
25 січня 2020 року він був призначений асистентом головного тренера Душана Баєвича у національній збірній Боснії і Герцеговини. Згодом працював у штабі його наступників Івайло Петева та Мехо Кодро.

## Титули і досягнення

### Як гравця
- Переможець Першої ліги Герцег-Босни: 1995/96, 1996/97

### Як тренера
- Володар Кубка Боснії і Герцеговини: 2012/13